# Stars (альбом Шер)
«Stars» — дванадцятий студійний альбом американської співачки і акторки Шер, випущений в квітні 1975 року на лейблі «Warner Bros. Records». Альбом став першим в ряду комерційних провалів Шер в 1970-х роках, не потрапляючи до «топ-100» чарту. «Stars» є альбомом кавер-версій.

## Про альбом
«Stars» вийшов 19 квітня 1975 го року. Альбом отримав хороші відгуки критиків, але продажі платівки були набагато нижчими ніж очікувалися, незважаючи на промоушен. Це перший альбом Шер, випущений на «Warner Bros. Records» і спродюсований Джиммі Веббом. «Stars» також став першим альбомом для Шер, записаним без впливу Сонні Боно. Вони подали на розлучення в лютому 1974 року. Цього часу Шер зустрічалася з продюсером Девідом Геффеном, який допоміг їй звільнитися від договору з Сонні Боно, за умовами якого вона повинна була працювати тільки на компанію «Cher Enterprises», якою він керував. Геффен допоміг співачці укласти контракт з «Warner Bros. Records» на 2.5 млн доларів. Наприкінці 1974—початку 1975 років Шер знову співпрацювала з Філом Спектором для запису тестового синглу на «Warner-Spector Records», спеціальному відділенні «Warner Bros. Records». В результаті в 1974 році вийшли сингли «A Woman's Story» і кавер-версія пісні гурту «The Ronettes» «Baby, I Love You». Пісні отримали хороші відгуки, але успіху не мали. Так як Спектор використовував дорогий для студії час і, на думку лейбла, його стиль був занадто старомодний для 1975 року, альбом зі Спектором був у підсумку відкладений і Шер повернулася до запису «Stars» з Джиммі Веббом.
В рамках промокампанії альбому було випущено два сингли: «These Days» і «Geronimo's Cadillac». Обидва сингли провалилися, не потрапивши в синглові чарти. Шер також виступила на «Шоу Керол Бернетт» і на «Шоу Фліпа Вілсона», де вона виконала «Love Hurts», «Just This One Time» і «Geronimo's Cadillac».
Особливістю оформлення обкладинки альбому стала відсутність наголосу над літерою «E» у слові «Cher», який завжди був присутній в попередніх альбомах. Альбом ніколи не видавався на компакт-диску або iTunes Store, тому що Шер володіє повними правами цього альбому і «Warner Bros. Records» не мають права перевидавати його.

## Список композицій
| Перша сторона | Перша сторона        | Перша сторона             | Перша сторона |
| #             | Назва                | Автор                     | Тривалість    |
| ------------- | -------------------- | ------------------------- | ------------- |
| 1.            | «Love Enough»        | Тім Мур                   | 3:05          |
| 2.            | «Bell Bottom Blues»  | Ерік Клептон Боббі Вітлок | 4:04          |
| 3.            | «These Days»         | Джексон Браун             | 4:07          |
| 4.            | «Mr. Soul»           | Нейл Янг                  | 3:03          |
| 5.            | «Just This One Time» | Джиммі Вебб               | 4:42          |

| Друга сторона | Друга сторона                                | Друга сторона                    | Друга сторона |
| #             | Назва                                        | Автор                            | Тривалість    |
| ------------- | -------------------------------------------- | -------------------------------- | ------------- |
| 1.            | «Geronimo's Cadillac»                        | Майкл Мартін Мерфі Чарльз Кварта | 2:58          |
| 2.            | «The Bigger They Come, The Harder They Fall» | Джиммі Кліфф                     | 3:17          |
| 3.            | «Love Hurts»                                 | Будло Браянт                     | 4:46          |
| 4.            | «Rock and Roll Doctor»                       | Ловелл Джордж Фред Мартін        | 3:05          |
| 5.            | «Stars»                                      | Дженіс Аян                       | 5:11          |

## Учасники запису
- Шер — головний вокал
- Арт Мансон, Девід Коен — гітара
- Денніс Будімір, Фред Такетт, Джесс Ед Девіс — соло-гітара
- Джефф Бекстер, Ред Родс — педальна гітара
- Колін Кемерон — бас-гітара
- Джиммі Вебб, Джо Семпл, Ларрі Кнечтел — клавішні
- Гарі Маллабер, Хел Блейн, Харві Мейсон, Джефф Поркаро, Джим Гордон, Джим Келтнер — ударні
- Фред Такетт, Пет Мерфі — перкусія
- Роберт Грінідж — сталеві ударні
- Шер Боно, Клайді Кінг, Една Райт, Герб Педерсен, Шерлі Меттьюс, С'юзан Вебб — бек-вокал
- Джеральд Гарретт — бас-бек-вокал
- Арт Деп'ю, Лью Маккрірі, Вінсент ДеРоза, Вілліам Петерсон — духові інструменти
- Еб Мост, Бадді Коллетт, Дон Ешворт, Джон Ротелла — духовий ансамбль
- Скіп Мошер — духове соло
- Фред Такетт — горнове аранжування
- Вен Дік Паркс — аранжування сталевих ударних
- Сід Шарп — диригент

Технічний персонал
- Джиммі Вебб — продюсування, аранжування, керування
- Джон Гаені — звукозапис і мікшування
- Гарі Вебб — асистент аранжувальника
- Білл Кінг — фотографія обкладинки
- Норман Сіфф — фотографія зворотного боку

## Чарти
| Чарт (1975)             | Позиція |
| ----------------------- | ------- |
| Australian Albums Chart | 100     |
| US Billboard 200        | 153     |